# Xã Black Creek, Quận Shelby, Missouri
Xã Black Creek (tiếng Anh: Black Creek Township) là một xã thuộc quận Shelby, tiểu bang Missouri, Hoa Kỳ. Năm 2010, dân số của xã này là 874 người.